# Dekameron
Dekameron je zbirka od 100 novela talijanskog predrenesansnog autora Giovannija Boccaccia koja je najvjerojatnije napisana negdje između 1348. i 1353. U europsku prozu uvodi i afirmira formu novele, kratke zaokružene priče koncentrirane na jedan događaj i manji broj likova. Zbirka je postala uzor mnogim proznim piscima u idućim stoljećima, i presudno utjecala na razvoj europske proze. Za mnoge se velike pisce, poput Shakespearea i Chaucera smatra da su posuđivali od Dekamerona.

## Struktura i značajke
Decameron je građen tako da sve novele uokviruje jedna glavna priča. Boccaccio počinje opisom Crne smrti (kuge) zbog koje se grupa od sedam žena i tri muškarca na dva tjedna povlači iz Firence. Sklanjaju se u idiličnu vilu na tadašnjem ladanjskom području Fiesole. Kako bi im vrijeme brže prošlo, svaki od članova skupine mora ispričati po jednu priču za svaku noć provedenu u vili. Iako prođe četrnaest dana, priče ne pripovijedaju nedjeljom, a po jedan dan u tjednu uzimaju za obaveze. Na taj se način u 10 dana ispriča točno 100 priča do svršetka njihovog druženja, a rezultat je bogata slika društva kasnog srednjeg vijeka sa svim njegovim staležima i vidovima života.
Ovom zbirkom Boccacio uvodi novu književnu vrstu, novelu, kratku priču koja sadrži jednu novu i važnu zgodu. U njegovim djelima nalazimo tipičnu srednjovjekovnu simboliku brojeva, ali i novitete kako što su prikazi putene ljubavi. Raspon tema u Decameronu je širok. Boccacciovi pripovjedači pričaju o slučaju i sreći, sretnoj i nesretnoj ljubavi, snalažljivosti pojedinaca, šalama, komičnim situacijama, podvalama, viteškim pothvatima. Boccaccio se posebno zanima za likove snalažljivih i duhovitih ljudi, predstavnika društva u usponu. Putenu ljubav poima i prikazuje vedro, često u komičnom tonu, a na drugom kraju spektra su snažne, dramatične priče o plemenitim vrlinama i idealima aristokratskih staleža, čija polagana propast se već nazire. Stilski, pripovijetke su čistog i jednostavnog izraza, što dijelom potječe od Boccacciovog odličnog poznavanja antičkih klasika.

#### Primjer: Priča djevojke Emilije (10. dan)
Djevojka Emilija desetog je dana ispričala priču o plemenitosti viteza Ansalda, koja je stvorila vjerno prijateljstvo. Novela veliča plemenitost i ideal čovjeka koji je unatoč svojim željama sačuvao čast dame. No, Boccaccio ne naglašava samo njegovu plemenitost, već i snalažljivost i dosjetljivost i Ansalda i dame Dianore koju kao vrlinu veliča kroz mnoge novele u Dekameronu. Kulminacija novele je nagli preokret koji nastupa Ansaldovim plemenitim odgovorom: „Gospo, ne dao Bog, kad je tako kao što velite, da okaljam čast onoga koji se smilovao mojoj ljubavi. Stoga u mojoj ćete kući boraviti dok budete htjeli, ali samo kao da ste mi sestra. (…)“. 
Boccaccio ukazuje na to da je dobrim djelom moguće i druge potaknuti na nesebičnost, i zaslužiti nagradu. U liku Ansalda se raspoznaju osobine kao što su lukavost, tvrdoglavost, upornost: „Ljubeći je, dakle, žarko i nastojeći svim svojim silama da ga ona uzljubi (…) “. Dolazi, međutim, do preokreta i čitatelj saznaje kako je Ansaldo plemenit i suosjećajan. Emilija pripovijeda novelu u 3. licu te je i sama oduševljena likom Ansalda. Utjecaj humanizma je vidljiv u likovima koji nisu idealizirani, već su prikazani kao obični gradski ljudi s mnogo mana, ali i vrlina. Njihove vrline dolaze do izražaja pri njihovom dobrohotnom djelovanju. Likovi znaju prepoznati i iskoristiti fortunu (sreću), odnosno povoljne okolnosti kada im se one ukažu.